# رولاند إس. هوارد
رولاند إس. هوارد (بالإنجليزية: Rowland S. Howard)‏ هو ملحن ومنتج أسطوانات وعازف قيثارة أسترالي، ولد في 24 أكتوبر 1959 في ملبورن في أستراليا، وتوفي بنفس المكان في 30 ديسمبر 2009 بسبب سرطان الكبد.

## وصلات خارجية
- رولاند إس. هوارد على موقع IMDb (الإنجليزية)
- رولاند إس. هوارد على موقع ألو سيني (الفرنسية)
- رولاند إس. هوارد على موقع ميوزك برينز (الإنجليزية)
- رولاند إس. هوارد على موقع أول موفي (الإنجليزية)
- رولاند إس. هوارد على موقع أول ميوزيك (الإنجليزية)
- رولاند إس. هوارد على موقع ديسكوغز (الإنجليزية)
- رولاند إس. هوارد على موقع كينوبويسك (الروسية)
- رولاند إس. هوارد على موقع كينوبويسك (الروسية)